# Skin Divers
Skin Divers è il secondo singolo estratto dall'album Red Carpet Massacre del gruppo musicale pop britannico Duran Duran, diffuso solo in Italia nel gennaio 2008 come singolo radiofonico.
La canzone è stata scritta da Simon Le Bon, i Duran Duran, Timbaland e Nate Hills e prodotta dai Duran Duran insieme a Timbaland, che in questo brano duetta col gruppo, e Danja.
Per questa canzone non è stato realizzato un videoclip.

## Tracce
1. Skin Divers – 4:24